# Corsico 1908
L'Unione Sportiva Dilettantistica Corsico 1908 è stata una società calcistica italiana con sede nella città di Corsico. Militava in Seconda Categoria, l'ottavo livello del campionato italiano.

## Storia
Fondato nella primavera del 1908 come Unione Sportiva Corsico, inizialmente fu una società polisportiva con particolare attenzione al ciclismo, essendo di Corsico Carlo Galetti, vincitore di 3 Giri d'Italia. In seguito fu il calcio a essere lo sport più seguito e praticato.
Negli anni quaranta la squadra di calcio raggiunse la Serie C, massimo traguardo di sempre. Nella metà degli anni settanta si fuse con la Corsichese, di cui adottò la maglia di colore granata al posto del proprio azzurro.
Nella stagione 2008-2009 retrocede in Promozione e in quella seguente in Prima Categoria.
Il club cessa l'attività ufficiale nel 2010 lasciando liberi tutti i calciatori.
Il campo sportivo rimane a disposizione delle squadre calcistiche giovanili di Corsico.

## Palmarès

### Competizioni interregionali
- Campionato Interregionale: 1

1991-1992 (girone A)

### Competizioni regionali
- Prima Divisione: 1

1946-1947 (girone M)
- Promozione: 1

1989-1990 (girone E)
- Prima Categoria: 1

1982-1983 (girone H)

### Competizioni giovanili
- Campionato Giovanissimi Dilettanti: 1

1995-1996

### Altri piazzamenti
- Campionato Interregionale:

Terzo posto: 1990-1991 (girone B)
- Campionato Nazionale Dilettanti:

Terzo posto: 1993-1994 (girone B)
- Eccellenza:

Terzo posto: 2007-2008 (girone A)
- Promozione:

Secondo posto: 1998-1999 (girone C), 2004-2005 (girone C)
Terzo posto: 1987-1988 (girone B), 1997-1998 (girone E)
- Coppa Italia Dilettanti Lombardia:

Finalista: 2006-2007

### Onorificenze
- Stella al merito sportivo del C.O.N.I.

## Giocatori
Alcuni giocatori famosi che hanno indossato la maglia granata del Corsico:
- Christian Abbiati (1993-1994)
- Ezio Brevi (1991-1993)
- Oscar Brevi (1994-1995)
- Matteo Centurioni (1993-1994)
- Paolo Vanoli (1992-1993)
- Vito Lasalandra (1992-1993)
- Massimo Ganci

## Statistiche e record

### Partecipazione ai campionati
| Livello | Categoria                       | Partecipazioni | Debutto   | Ultima stagione | Totale |
| ------- | ------------------------------- | -------------- | --------- | --------------- | ------ |
| 3º      | Serie C                         | 1              | 1947-1948 | 1947-1948       | 1      |
| 4º      | Promozione                      | 2              | 1948-1949 | 1949-1950       | 2      |
| 5º      | Interregionale                  | 2              | 1990-1991 | 1991-1992       | 5      |
| 5º      | Campionato Nazionale Dilettanti | 3              | 1992-1993 | 1994-1995       | 5      |